# Zugló kocsiszín
A Zugló kocsiszín egy budapesti kocsiszín.

## Jellemzői
A Budapest XIV. kerületében elhelyezkedő, a Thököly út 173. szám alatt elhelyezkedő épület 1899-ben épült. Jelenleg erősen lepusztult állapotban van, és elsősorban TW 6000 típusú villamosok tárolására használják, amelyek a 3-as, 62-es, 62A, és 69-es vonalakat szolgálják ki. A telephelyen való villamosfordításra hurokvágány ad lehetőséget.
Itt állomásozik két Muki (Roessemann és Kühnemann-BSzKRt 70-es típus): egy motoros fedett teherkocsi és egy hóseprő mozdony, valamint több nosztalgiavillamos is.

## Képtár

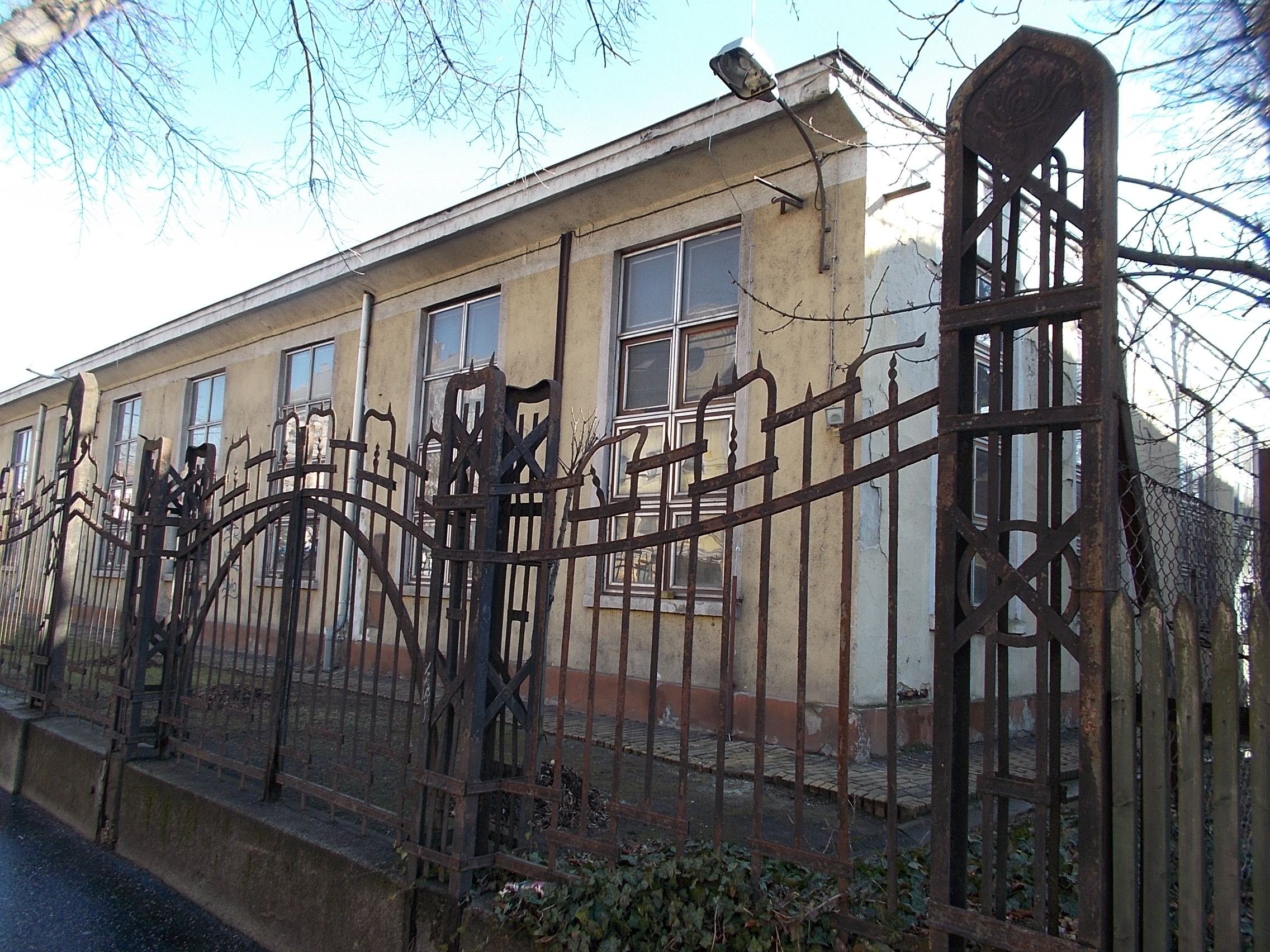
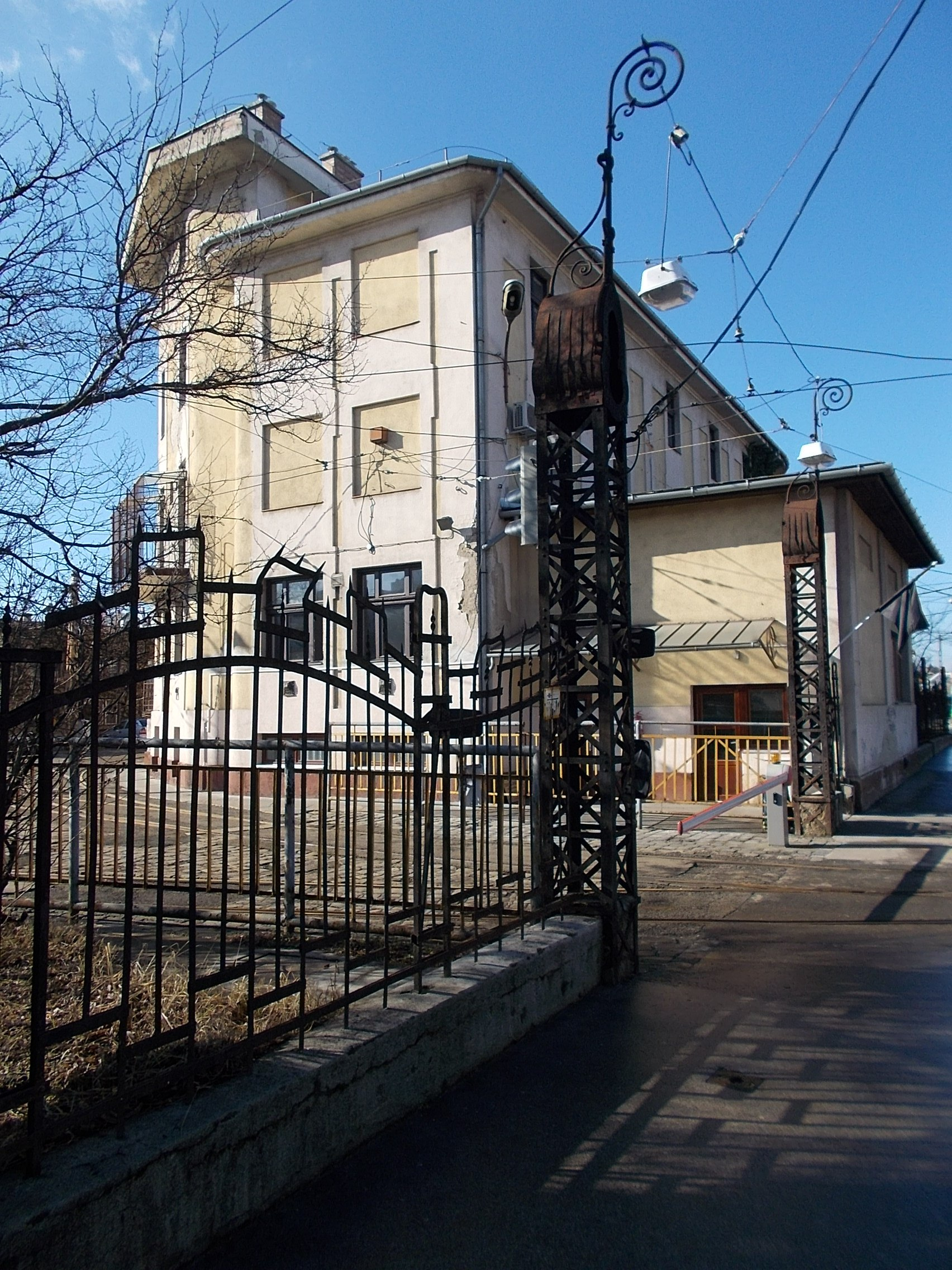
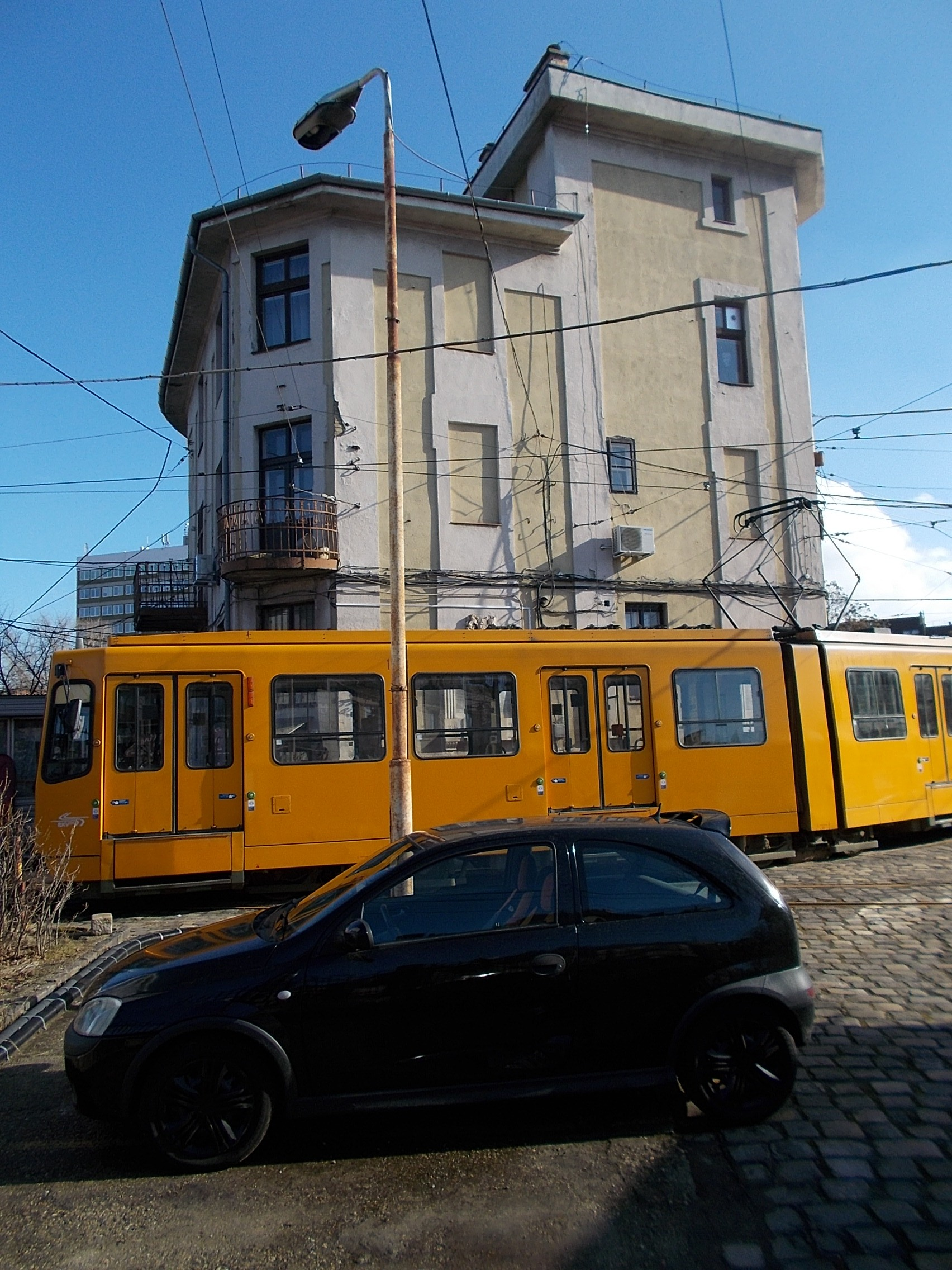
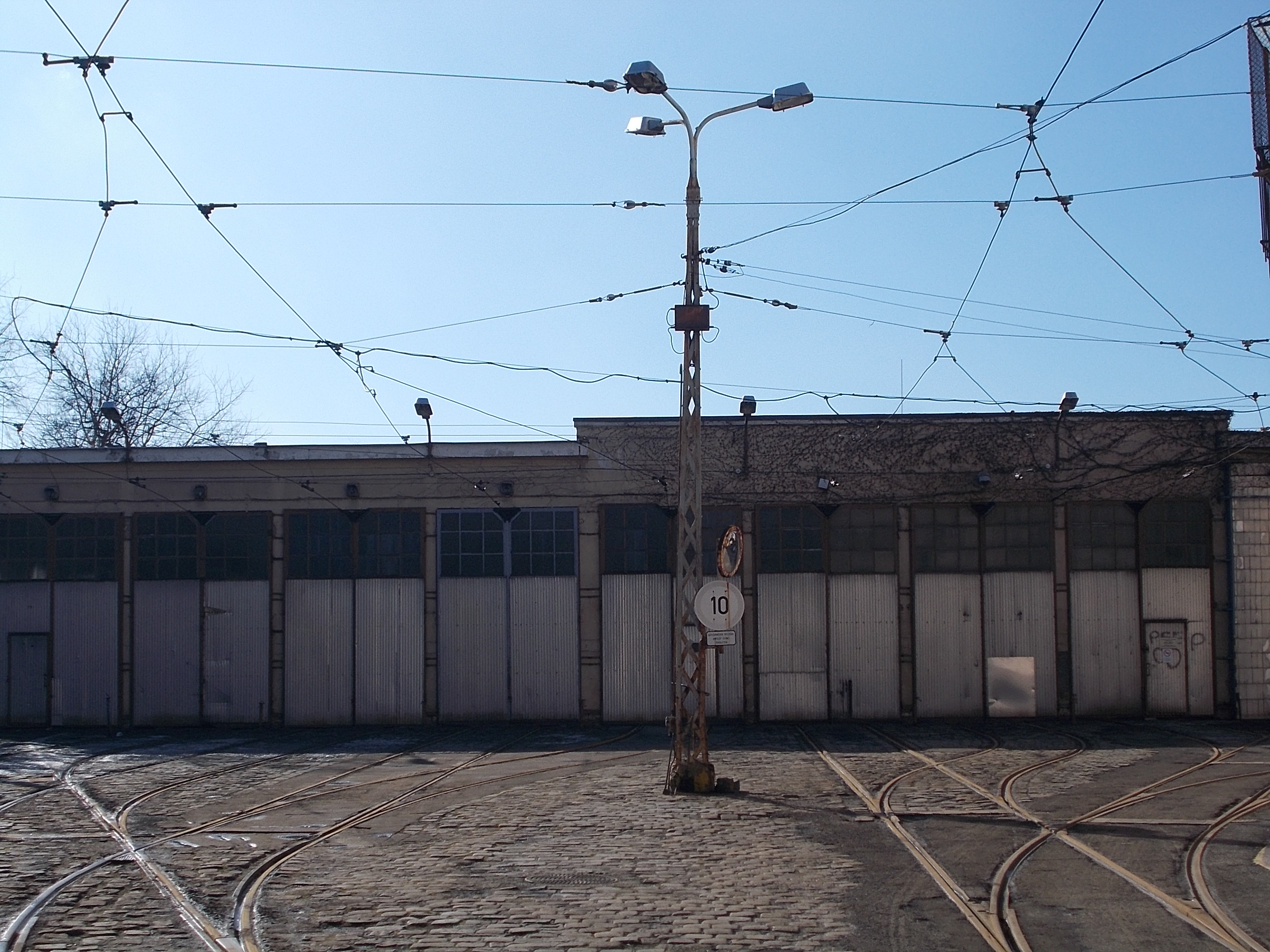